# Advence
Advence ou Adventius a été évêque de Metz de 855 (ou 858) jusqu'à sa mort, le 31 août 875.

## Biographie
Son père nommé Saxon faisait partie de la noblesse. Il est le frère ou l’oncle de l’archevêque Bertolf de Trèves.
Il a été formé dans le clergé de la cathédrale de Metz, sous la direction de Drogon. Il a probablement été custode de la cathédrale Saint-Étienne.
Il a peut-être été abbé de Saint-Arnould et assisté au concile de Mayence de 848.
Il est élu évêque de Metz en 855. Il est sacré par l’archevêque Thietgaud de Trèves assisté par Arnulf de Toul et Hatton de Verdun. Certains auteurs reportent l’élection d’Advence à 858, soit que la mort de Drogon soit plus tardive, soit que l’évêché soit demeuré vacant durant ce temps.
En 859, il accompagne Hincmar de Reims en députation auprès de Louis II de Germanie qui a envahi la Francie occidentale de Charles II le Chauve pour obtenir la libération des territoires occupés.
Il a participé au concile de Coblence de 860.
En 862 il soutient le divorce de Lothaire II et Theutberge.
Après le concile de Metz de 863 qui condamne ce divorce, il est déposé par le pape Nicolas Ier. On a de lui une lettre écrite au pape où il implore son pardon. Avec le soutien de Charles le Chauve il parvient à être réhabilité à son poste. Il écrit ensuite une lettre au pape pour prendre la défense de Lothaire, affirmant qu’il a quitté sa maîtresse et a repris Theutberge pour épouse. Cette missive reste sans effet.
En 863 il chasse de l’abbaye de Gorze le laïc Bivin de Vienne, nommé par le roi Lothaire, et y place Betton.
Après la mort de Nicolas Ier en 868, il se rend à Rome pour présenter ses hommages au nouveau prélat Adrien II, Lothaire meurt avant son retour.
En 869 il préside au couronnement de Charles le Chauve à Metz.
Il a participé au concile de Douzy qui a condamné Hincmar de Laon en 871.
Il est mort le 31 août 875, d’autres auteurs datant son décès entre 872 et 877.